# NGC 3376
NGC 3376 est une galaxie lenticulaire située dans la constellation du Sextant. NGC 3376 a été découverte par l'astronome prussien Heinrich d'Arrest en 1863.

## Caractéristiques
Sa vitesse par rapport au fond diffus cosmologique est de 6 175 ± 25 km/s, ce qui correspond à une distance de Hubble de 91,1 ± 6,4 Mpc (∼297 millions d'al).

## Paire de galaxies?
Les galaxies NGC 3376 et NGC 3356 sont dans la même région de la sphère céleste et à des distances semblables de la Voie lactée. Selon Abraham Mahtessian, elles forment une paire de galaxies. Mentionnons cependant que la base de données NASA/IPAC indique que NGC 3376 est une galaxie isolée. Il y a une différence d'environ 17 millions d'années-lumière entre ces deux galaxies et elles ne forment peut-être pas une paire de galaxie.